# Антонеску, Петре
Пе́тре Антоне́ску (рум. Petre Antonescu; 29 июня 1873, Рымнику-Сэрат — 22 апреля 1965, Бухарест) — румынский архитектор, педагог, градостроитель, реставратор. Член Румынской академии (с 1945). Один из ведущих представителей румынской архитектурной школы. Лауреат Государственной премии Румынии (1952).

## Биография
Обучался в Бухарестском университете. С 1893 года изучал архитектуру в Париже. Получил научную степень в Школе изящных искусств. Вернувшись на родину, начал плодотворную деятельность в сфере образования, архитектуры, сохранения и реставрации памятников архитектуры (являясь членом Комиссии по историческим памятникам), градостроительства румынской столицы.
В 1900 году Антонеску стал почётным профессором Бухарестской высшей архитектурной школы. Преподавал историю архитектуры с 1900 по 1938 год, был ректором этой школы с 1931 по 1938 год.
В 1912 году и в 1919—1921 годах — президент Румынского общества архитекторов; он также возглавлял Общество профессиональных архитекторов (1926—1932). В 1927 году стал членом-корреспондентом Академии Святого Луки в Риме. В 1936 году был избран почётным членом Румынской академии, в 1945 году — стал действительным членом академии .
Автор ряда монументальных общественных зданий (дворцов, банков, министерств) и жилищ с оригинальным архитектурным и пластическим стилями.
Среди его самых известных его проектов ратуша в Бухаресте (1906—1910), Триумфальная арка в Бухаресте, здания бывшего административного дворца в Крайове (1912—1913) и инвестиционного банка в Бухаресте (1915—1923), казино Констанцы, проект павильона Румынии на Всемирной выставке в Париже (1900), Дворцы правосудия в Ботошани и Бузэу, дворец Крецулеску в Бухаресте и другие.

## Избранные работы

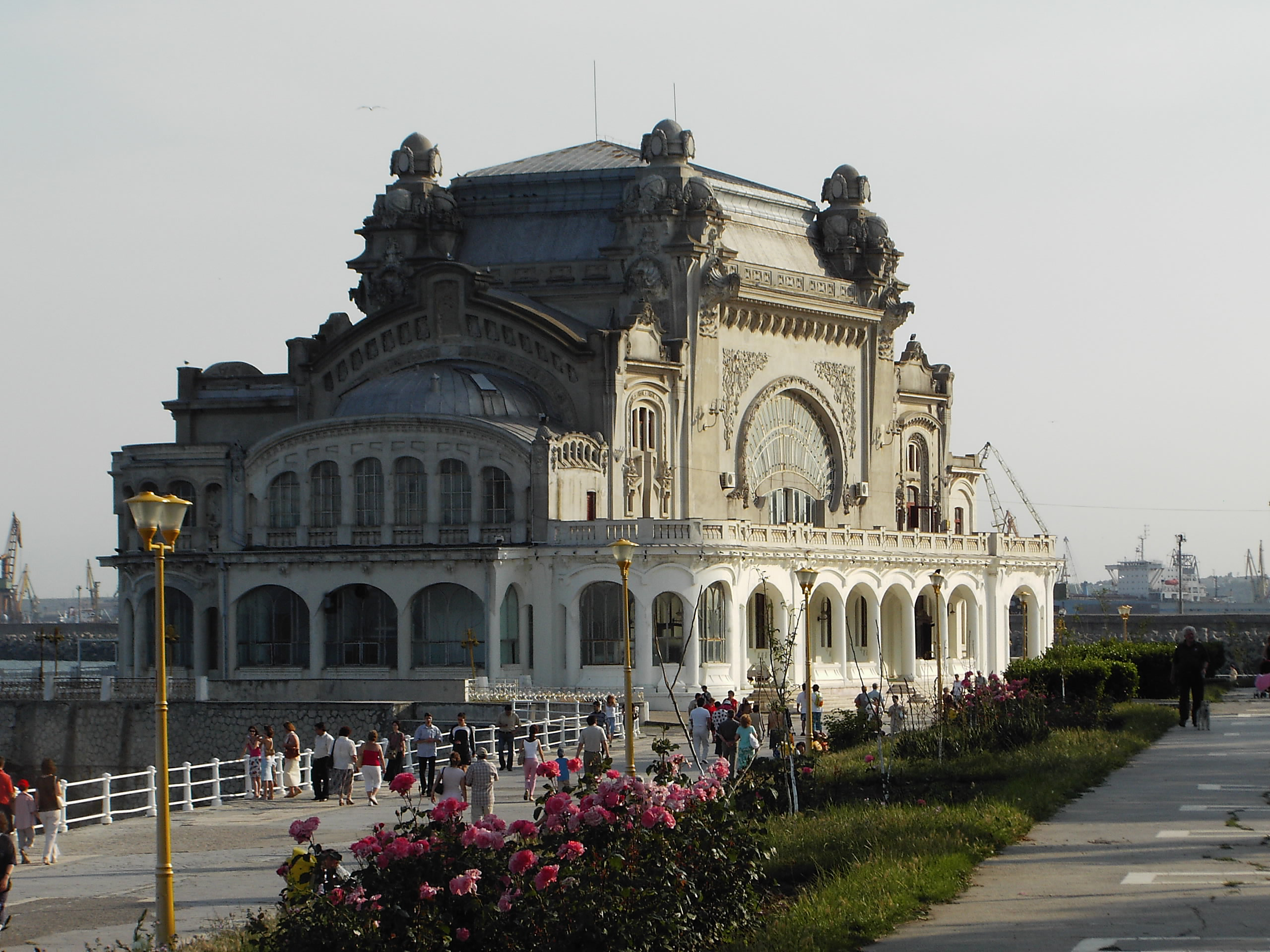
Казино Констанцы
Триумфальная арка в Бухаресте
Здание бывшего административного дворца в Крайова

## Награды
- Орден Звезды Румынии 1 степени
- Государственная премия Румынии